# Jan Rohrer
Jan Rohrer (12 dicembre 2000) è un canoista svizzero.

## Palmarès
- Europei

Liptovský Mikuláš 2022: oro nel Extreme Canoe Slalom;
Tacen 2024: argento nel Extreme Canoe Slalom.